# Panelus crenatus
Panelus crenatus là một loài bọ cánh cứng trong họ Bọ hung (Scarabaeidae).